# 马里兰共产党
马里兰共产党（英語：Communist Party of Maryland）是美国共产党在马里兰州的分支。该组织成立于1919年，总部设在巴尔的摩。该组织成立后，积极开展工人运动。1937年－1947年，该组织经营一家名为“自由州书店”的共产主义书店。该组织与巴尔的摩青年共产主义联盟（美国青年共产主义联盟的分支）保持协作关系。